# Дениз Дарсел
Денѝз Дарсѐл (на френски: Denise Darcel) е френско-американска актриса и певица.
Родена е на 8 септември 1924 година в Париж в семейството на пекар. Учи в Дижонския университет, след което става вариететна певица. През 1947 година заминава за Съединените щати и по-късно получава американско гражданство. Там играе известно време в киното с роли във филми като Tarzan and the Slave Girl (1950), Westward the Women (1951), Flame of Calcutta (1953) и „Вера Крус“ (Vera Cruz, 1954), а след това отново е певица и участва в няколко сериала.
Дениз Дарсел умира от аневризма на 23 декември 2011 година в Лос Анджелис.

## Избрана филмография
- Tarzan and the Slave Girl (1950)
- Westward the Women (1951)
- Flame of Calcutta (1953)
- „Вера Крус“ (Vera Cruz, 1954)